# Park Jurajski III
Park Jurajski III (tytuł oryg. Jurassic Park III) – amerykański film fabularny z 2001 roku, drugi sequel Parku Jurajskiego.

## Streszczenie fabuły
Znany z pierwszej części paleontolog Alan Grant ma kłopoty finansowe. Jego dawna ukochana – Ellie Sattler – jest szczęśliwa z mężem i dwójką paroletnich synów. Tymczasem jego młodemu protegowanemu – Billy'emu Brennanowi – udaje się zdobyć dowody na to, że welociraptory mogły się porozumiewać za pomocą własnej mowy. Nieoczekiwanie bogate małżeństwo proponuje Grantowi duże pieniądze za oprowadzenie po wyspie Isla Sorna, będącej głównym miejscem tworzenia dinozaurów. Mający nóż na gardle Grant zgadza się wyruszyć tam z Billym. W wyprawie udział biorą też trzej agenci: Cooper, Nash i Udesky. Z pokładu samolotu Grant i Billy widzą brachiozaury i ankylozaury. Nieoczekiwanie Nash i Udesky lądują wbrew protestom Granta. Ludzi atakuje spinozaur. Cooper ginie, pozostałym udaje się uciec samolotem. Nash i Udesky tracą jednak nad nim panowanie i maszyna utyka między drzewami. Ponownie pojawia się spinozaur, rozgniatając samolot i zjadając Nasha, a wraz z nim telefon satelitarny – jedyną szansę rozbitków na kontakt ze światem. Pozostałym osobom udaje się uciec do lasu, tam jednakże wpadają na tyranozaura. Uciekając przed teropodem, ponownie trafiają na spinozaura, po czym oba gady staczają pojedynek. Spinozaur wygrywa, skręcając przeciwnikowi kark i, zajęty konsumpcją zdobyczy, zaprzestaje pościgu za ludźmi.
Dopiero teraz okazuje się, że Paul i Amanda Kirby'owie wyruszyli na wyspę w poszukiwaniu swojego syna Erica i kochanka Amandy, Bena Hildebranda (Kirby'owie są rozwiedzeni), którzy zaginęli na wyspie przed dwoma miesiącami. Wkrótce odnajdują paralotnię, a wraz z nią zwłoki Bena. Natrafiają także na kolonię lęgową welociraptorów. Billy w tajemnicy zabiera z niego dwa jaja. Wyprawa dociera do zrujnowanego laboratorium. Za nimi podąża samiec alfa welociraptorów, który dowiedział się o kradzieży. W laboratorium dinozaur atakuje ludzi, a potem wzywa swoją grupę. Welociraptory ścigają ludzi i przypadkowo spotkane parazaurolofy i korytozaury aż do lasu, gdzie zabijają Udesky'ego, a następnie próbują bezskutecznie schwytać pozostałych.
Grant oddziela się od grupy, po czym zostaje otoczony przez welociraptory. Z opresji ratuje go Eric Kirby, który prowadzi go do swojej kryjówki, starej ciężarówki. Wkrótce słyszą dźwięk telefonu i idą jego tropem. Spotykają Billy’ego i rodziców Erica, ale także spinozaura, któremu telefon dźwięczy w brzuchu. Na szczęście ludziom udaje się uciec. Wyprawa dociera nad rzekę, która okazuje się być siedliskiem pteranodonów. Pterozaury porywają Erica. Billy ratuje chłopca, ale sam spada do rzeki. Reszta wyprawy ucieka trawlerem. Płyną przez spływ, oglądając dinozaury roślinożerne. Nocą na brzegu odnajdują telefon, który spinozaur wydalił wraz z odchodami. Trawler zostaje zaatakowany przez teropoda, ale Grantowi udaje się dodzwonić z prośbą o pomoc do Sattler. W końcu spinozaur ucieka przepędzony przez Paula Kirby'ego. Po jakimś czasie ludzie docierają na plażę. Tu dają o sobie znać welociraptory, które odbierają od ludzi skradzione jaja. Przepłasza je odgłos heliopterów. Na ratunek przybywa marynarka oraz Billy, któremu jakimś cudem udało się przeżyć. Wyprawa ucieka z wyspy śmigłowcami, po drodze jednak widzi, że pteranodony wydostały się z niej.

## Obsada
- Sam Neill jako dr Alan Grant (paleontolog)
- Laura Dern jako Ellie Sattler (paleobotanik)
- Téa Leoni jako Amanda Kirby
- William H. Macy jako Paul Kirby (sprzedawca)
- Michael Jeter jako Udesky (agent)
- Alessandro Nivola jako Billy Brennan (paleontolog)
- Bruce A. Young jako Nash (agent)
- John Diehl jako Cooper (agent)
- Trevor Morgan jako Erik Kirby
- Linda Park jako Hannah